# Stołpie (województwo zachodniopomorskie)
Stołpie – osada w Polsce położona w województwie zachodniopomorskim, w powiecie koszalińskim, w gminie Polanów. Miejscowość wchodzi w skład sołectwa Powidz.
W latach 1975–1998 miejscowość administracyjnie należała do województwa koszalińskiego.